# Група (1. сезона)
Прва сезона криминалистичко-драмске телевизијске серије Група емитована је од 11. октобра 2019. године на РТС 1.

## Радња
Драган Милетић Гага, искусни инспектор трећег одељења за крвне деликте има специфичне методе рада који се многима не свиђају. Упоран, тврдоглав, темељан, истрајава у намери да реши стари случај. Оног тренутка, када познати београдски криминалац, који је његова опсесија, буде убијен за њега није крај - напротив, све тек почиње. Настављајући даље да трага, Гагу ће истрага довести до малолетника које су ситни дилерски послови увукли у много опаснију игру. То ће отворити Пандорину кутију из које ће излетети нови проблеми, нови заплети и нове нерешене ситуације.

## Епизоде
| Бр. еп. (укупно) | Бр. еп. (у сезони) | Наслов         | Редитељ                                         | Сценариста                                                                            | Премијера          |
| --- | ------------------ | -------------- | ----------------------------------------------- | ------------------------------------------------------------------------------------- | ------------------ |
| 1 | 1                  | „Епизода 1.1”  | Урош Томић                                      | Катарина Митровић, Сташа Бајац и Гвозден Ђурић                                        | 13. октобар 2019.  |
| Браћа, тинејџери Лука и Вања, одрастају на Дорћолу са самохраном мајком. Млађи брат, Вања, покушава да се афирмише на спортском терену, док се старији брат, Лука, бави диловањем. Лука одлази на кућну журку и тамо упознаје девојку, Даницу, којој продаје екстази. Након трагедије која се догоди на журци Лукин живот се у потпуности мења. Он се налази у процепу између моћног бизнисмена и инспектора трећег одељења који покушавају да га пронађу. Лука одлази код старијег криминалца Бориса од ког тражи помоћ. Борис пристаје, али тражи од Луке услугу. Паралелно, инспектор Гага покушава да уђе у траг снајперисти који је ушао у земљу и тако спречи убиство. Ове две приче се преплићу и наговештавају повезаност која ће открити много веће тајне. |                    |                |                                                 |                                                                                       |                    |
| 2 | 2                  | „Епизода 1.2”  | Урош Томић и Јелена Гавриловић                  | TBA                                                                                   | 20. октобар 2019.  |
| Истрага експлозије која се догодила у Хангару доводи до изненађујућег сазнања које ће за неке ликове бити окидач за планирање освете, док ће друге натерати да се боре за свој живот. Миријана Томић Сремица се неће зауставити док не пронађе убице свог брата, Петра ће инспекторима морати да објасни зашто је дошла у Хангар и зашто се Раде само њој јавио, док Гага опет ради на своју руку. |                    |                |                                                 |                                                                                       |                    |
| 3 | 3                  | „Епизода 1.3”  | Урош Томић, Јелена Гавриловић и Иван Стефановић | TBA                                                                                   | 27. октобар 2019.  |
| Полиција позива Петру на саслушање. Инспектори Марта и Гага испитују је каква је природа њене везе са мафијашем Радетом Сремцем са којим се видела те вечери када је он убијен. У своју потрагу за убицом креће и Радетова сестра, Сремица. Лука успева да побегне из собе у којој га је Борис држао везаног и физички злостављао. Хоће да илегално изађе из земље, али убрзо креће да га прогања човек који ради за оца Данице, девојке која је настрадала на журци на којој је Лука продавао наркотике. |                    |                |                                                 |                                                                                       |                    |
| 4 | 4                  | „Епизода 1.4”  | Немања Ћеранић и Иван Стефановић                | Гвозден Ђурић, Сташа Бајац, Страхиња Маџаревић и Катарина Митровић                    | 3. новембар 2019.  |
| Полицијски инспектор Гага поново долази до хотела и од његовог власника, Страхиње, покушава да сазна нешто више о томе зашто је Страхиња био мета снајперисте. Страхиња му, међутим, не помаже у тој намери. Вања је отпутовао из Београда у село Амајлије, које се налази у Босни и Херцеговини. За њим је кренуо Борис, криминалац којем је тешко пало то што му је Вања побегао. Петрина тетка је узнемирена, јер је у стану открила револвер који је Петра скривала. |                    |                |                                                 |                                                                                       |                    |
| 5 | 5                  | „Епизода 1.5”  | Немања Ћеранић и Иван Стефановић                | Сташа Бајац, Гвозден Ђурић, Катарина Митровић, Страхиња Маџаревић и Мирјана Новаковић | 10. новембар 2019. |
| Борис је дошао код Станислављевих родитеља и од њих тражи пет хиљада евра које му Станислав наводно дугује. Његови родитељи немају толико пара, па Станислављева мајка одлази у банку и доноси новац Борису. Вања оде код Петре. Тражи од ње да га одведе до Сремице. Петра му помогне и доведе га до Сремице која је спремна да га саслуша. Вања Сремици саопшти да зна ко је убио њеног брата, Радета Сремца. |                    |                |                                                 |                                                                                       |                    |
| 6 | 6                  | „Епизода 1.6”  | Иван Стефановић                                 | Сташа Бајац, Гвозден Ђурић, Катарина Митровић и Мирјана Новаковић                     | 17. новембар 2019. |
| Полиција покушава да пронађе Станислава у школи, с намером да од њега добије што више информација о дилеру дроге, Борису. Међутим, Борис схвата да му прети опасност са више страна. Он долази код своје мајке која је свесна каква опасност њеном сину прети од бављења пословима с друге стране закона. Мајку гризе савест што је од контроверзног бизнисмена Страхиње прихватила новац за своје лечење и тако Бориса ставила у завистан положај од Страхиње |                    |                |                                                 |                                                                                       |                    |
| 7 | 7                  | „Епизода 1.7”  | Слободанка Радун                                | Катарина Митровић, Сташа Бајац, Гвозден Ђурић и Дуња Матић                            | 24. новембар 2019. |
| Полиција долази код Петре у стан да је испита. Петрина тетка је наговара да исприча полицији све о пиштољу који јој је дао Станислав на чување. Инспектор Гага долази код Вањине мајке, Милене, која га моли да учини све што је у њеној моћи не би ли јој помогао да заштити њеног сина. Полиција претреса Станислављев стан с намером да пронађе пиштољ. Када у његовом стану пронађу пиштољ и неколико пакетића са марихуаном приведу Станислава у полицијску станицу. |                    |                |                                                 |                                                                                       |                    |
| 8 | 8                  | „Епизода 1.8”  | Милош Радуновић                                 | Катарина Митровић, Гвозден Ђурић и Владимир Ђурђевић                                  | 1. децембар 2019.  |
| После три месеца боравка у поправном дому Станислав се вратио кући. Петра каже Станиславу да нема више воље да настави емотивну везу са њом. Он равнодушно прихвата њихов раскид. Петри је сада пуно ближи Вања. Вања, који је ушао у бизнис са криптовалутама, никако не може да се помири са тим да је његов брат Лука мртав. Власник хотела, контроверзни бизнисмен, Страхиња, вратио се у Београд. Полиција је сазнала за то и поставила прислушне уређаје у његов апартман. |                    |                |                                                 |                                                                                       |                    |
| 9 | 9                  | „Епизода 1.9”  | Гвозден Ђурић                                   | Сташа Бајац, Гвозден Ђурић и Владимир Ђурђевић                                        | 8. децембар 2019.  |
| Полицајка Јакшићка долази у затвор у посету свом момку који је озбиљно загазио у криминалне воде. Њих двоје су у тајној интимној вези. Јакшићка од њега захтева да ступи у блиски контакт са затвореницима који припадају борчанском клану. Јакшићкин момак се плаши тог клана јер његови припадници показују изразиту нетрпељивост према њему. Вања сазнаје да је Петрина мајка била у затвору зато што је убила Петриног оца. Петра каже Вањи да не жели више да крије дрогу у свом стану. |                    |                |                                                 |                                                                                       |                    |
| 10 | 10                 | „Епизода 1.10” | Иван Стефановић, Урош Томић и Немања Ћеранић    | Катарина Митровић, Гвозден Ђурић и Владимир Ђурђевић                                  | 15. децембар 2019. |
| Петрина мајка, Ленка, упозорава Петру да не би требало да се игра са својом будућношћу. Петра је млада и интелигентна и Ленка се плаши да је њено диловање дроге једино може одвести у затвор. Ленка је због почињеног убиства дуго боравила у затвору и зна колико је тежак живот на том месту. Петра, међутим, није послушала мајчина упозорења и припрема се за још дубљи улазак у опасне дилерске воде. Политичар је за сада одустао од акције за легализацију марихуане. За такву акцију потребно је пуно више новца од оног који му је на располагању. То одустајање изазива Страхињино незадовољство. |                    |                |                                                 |                                                                                       |                    |
| 11 | 11                 | „Епизода 1.11” | Слободанка Радун                                | Дуња Матић, Гвозден Ђурић и Владимир Ђурђевић                                         | 22. децембар 2019. |
| Гага и Марта, који раде у полицији, одлучили су да купе стан на кредит и тако наставе живот као породица, чиме би неутралисали турбуленције кроз које су пролазили претходних година. Станислав није више могао да издржи злостављања која је над њим спроводио Коста и узврати му тако што га тешко рани. Станислава су привели у полицију. Кажу му да може да се извуче из те ситуације јер је у питању самоодбрана, али траже од њега да им открије ко све дилује за Косту. |                    |                |                                                 |                                                                                       |                    |